# بیمبدی
بیمبدی (به اسپانیایی: Vimbodí i Poblet) یک شهرستان در اسپانیا است که در کاتالونیا واقع شده‌است.

## خصوصیات
بیمبدی ۳۳٫۸۶ کیلومترمربع مساحت و ۱٬۰۶۵ نفر جمعیت دارد.